# 拉尼夫齊 (喬爾特基夫區)
48°50′29″N 25°59′31″E / 48.84139°N 25.99194°E

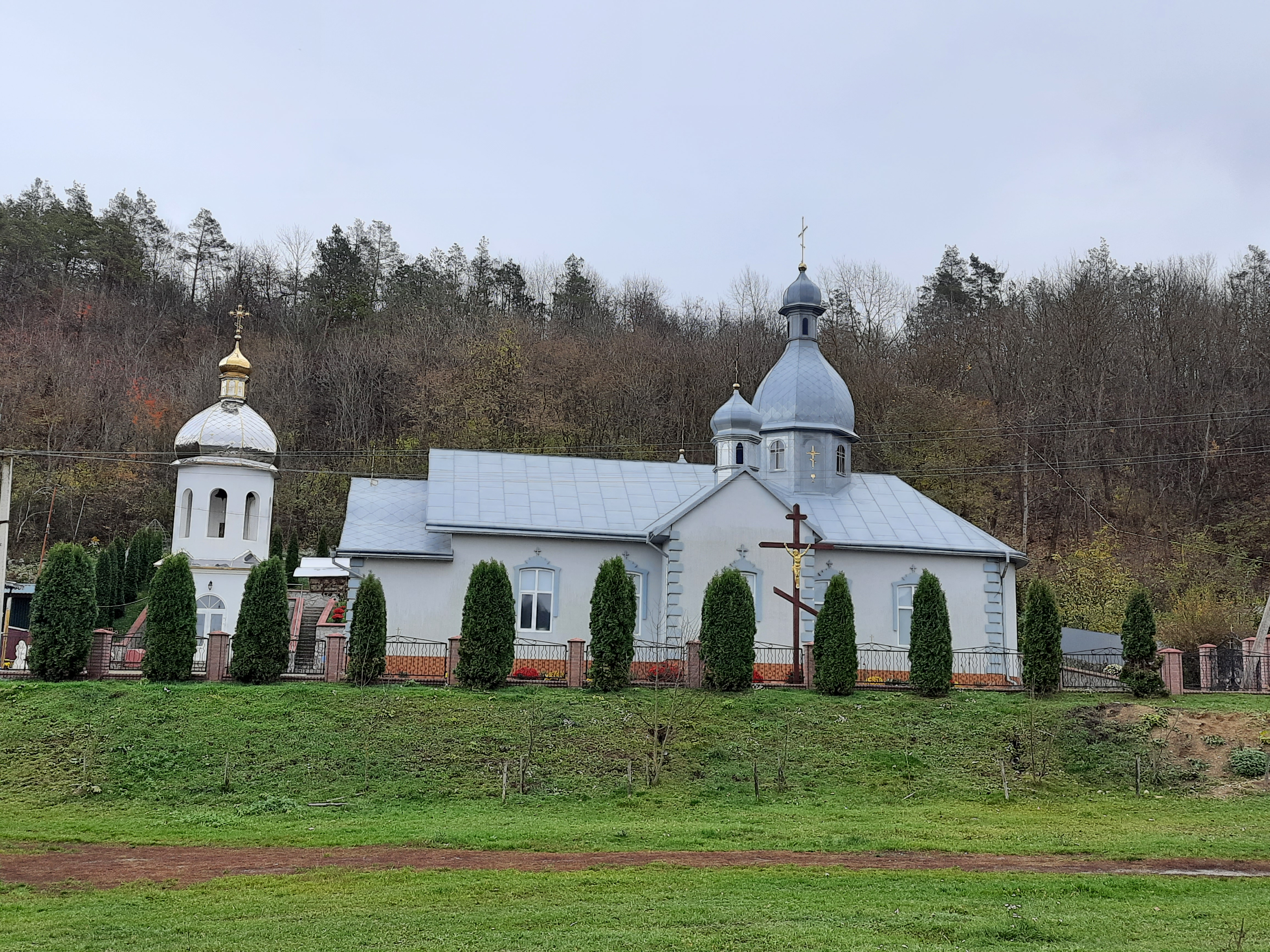
当地教堂

拉尼夫齊（烏克蘭語：Ланівці），是烏克蘭西部捷爾諾波爾州喬爾特基夫區博尔希夫市镇内的村庄。處於尼奇拉瓦河畔，距離韋爾赫尼亞基夫齊1.5公里，面積6.82平方公里，海拔高度210米，2001年人口1,169。